# Medyka
Medyka is een dorp in het Poolse woiwodschap Subkarpaten, in het district Przemyski. De plaats maakt deel uit van de gemeente Medyka en telt 2800 inwoners.

## Verkeer en vervoer
- Station Medyka